# Ло Спекио (Фиренца)
Ло Спекио је насеље у Италији у округу Фиренца, региону Тоскана.
Према процени из 2011. у насељу је живело 18 становника. Насеље се налази на надморској висини од 344 м.